# Retschyza
Retschyza (belarussisch Рэчыца, russisch Речица) ist eine Stadt in Belarus in der Homelskaja Woblasz. Die Stadt hat etwa 65.000 Einwohner (2010).

## Geografie

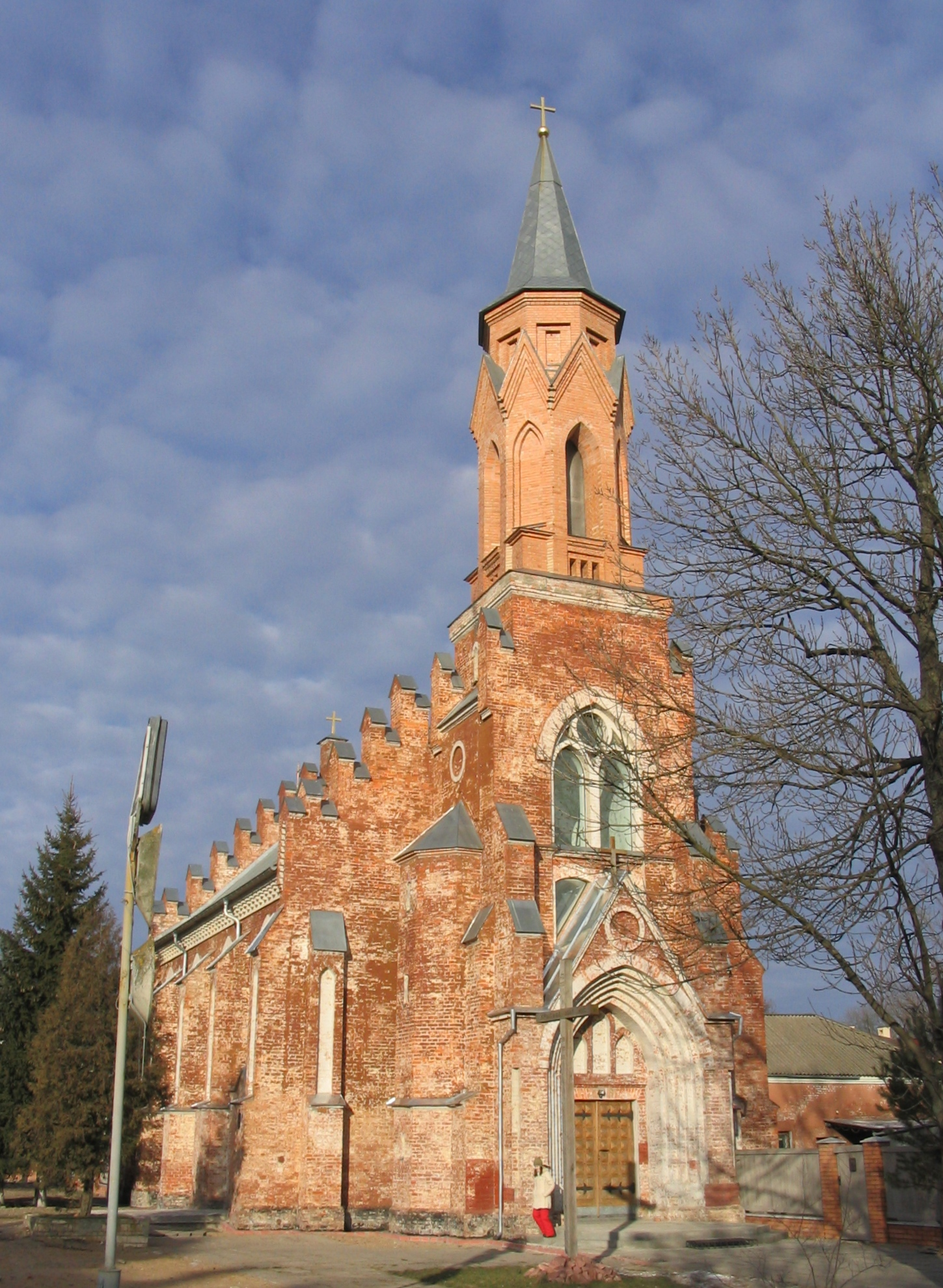
Katholische Kirche

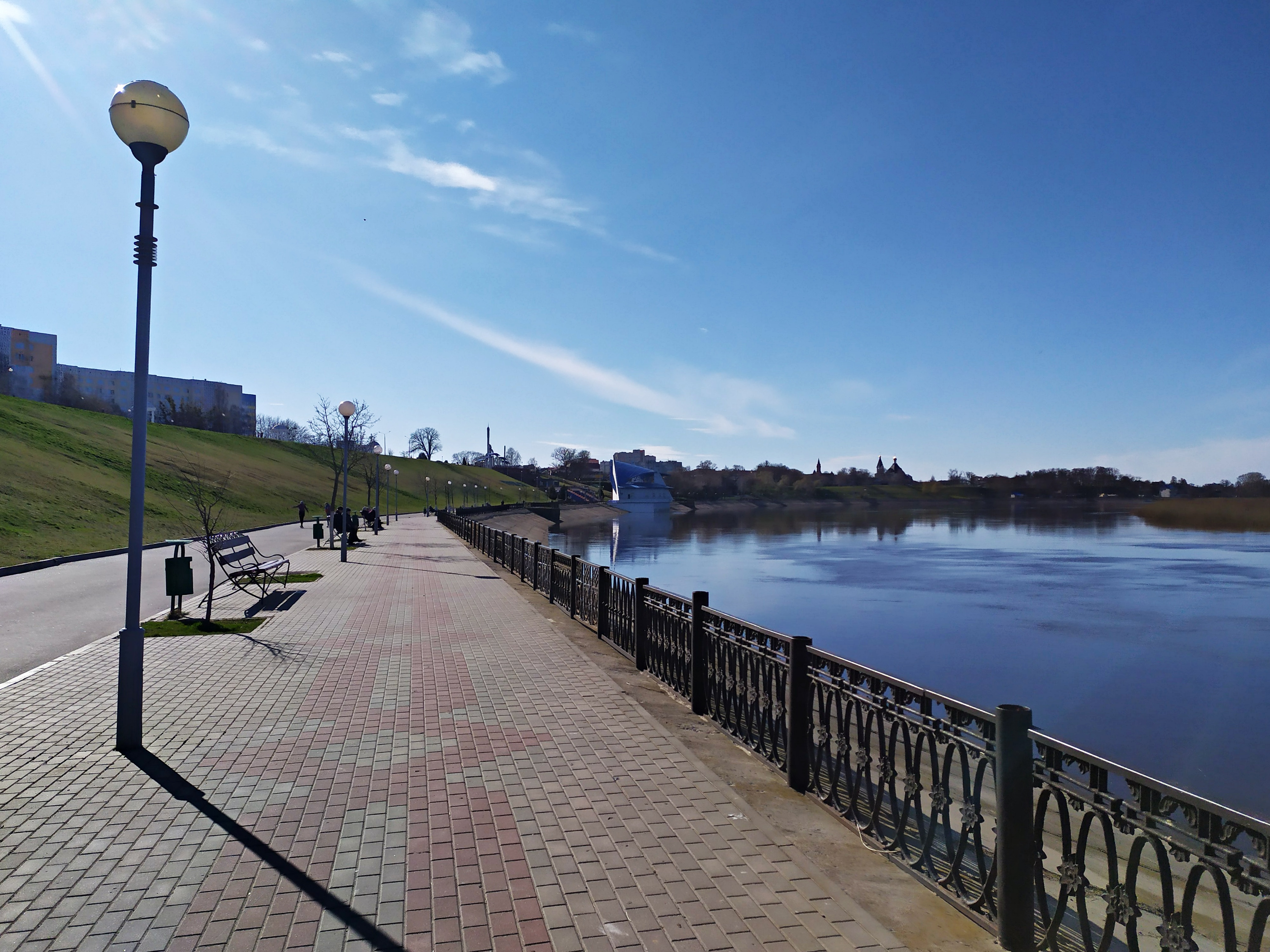
Blick auf den Dnepr

Retschyza liegt an der Mündung der Wedrytsch in den Dnepr.

## Geschichte
Retschyza wurde erstmals im Jahr 1213 erwähnt.
In der Stadt bestand das Kriegsgefangenenhospital 3903, das dem Kriegsgefangenenlager 189, Gomel, für deutsche Kriegsgefangene des Zweiten Weltkriegs zugeordnet war.

## Wappen
Beschreibung: In Silber auf einer nach links wehenden cyanfarbenen Flagge mit blauen Band am Fahnenstock ein silberner gerüsteter Reiter auf weißem Pferd mit silberner Mähne, Schwanz und Hufe und blauer Satteldecke ein silbernes Schwert schwingend und einen silbernen Schild mit der linken Hand haltend auf dem ein rotes Doppelkreuz ist (Pahonja).

## Wirtschaft und Infrastruktur
Retschyza ist eine industriell geprägte Stadt. Die örtliche Brauerei „Retschyzapiwa“ wurde 2008 mehrheitlich von Heineken übernommen.

## Sport
In der Stadt ist der Fußballclub Wedrytsch-97 Retschyza beheimatet. Weiterer Fußballverein ist der FK Sputnik Retschyza.

## Söhne und Töchter der Stadt
- Włodzimierz Spasowicz (1829–1906), polnischer Rechtswissenschaftler, Strafverteidiger und Literaturhistoriker
- Michel Kikoïne (1892–1968), belarussisch-französischer Maler
- Nadseja Astaptschuk (* 1980), Leichtathletin